# Sacerdocio de la Antigua Roma

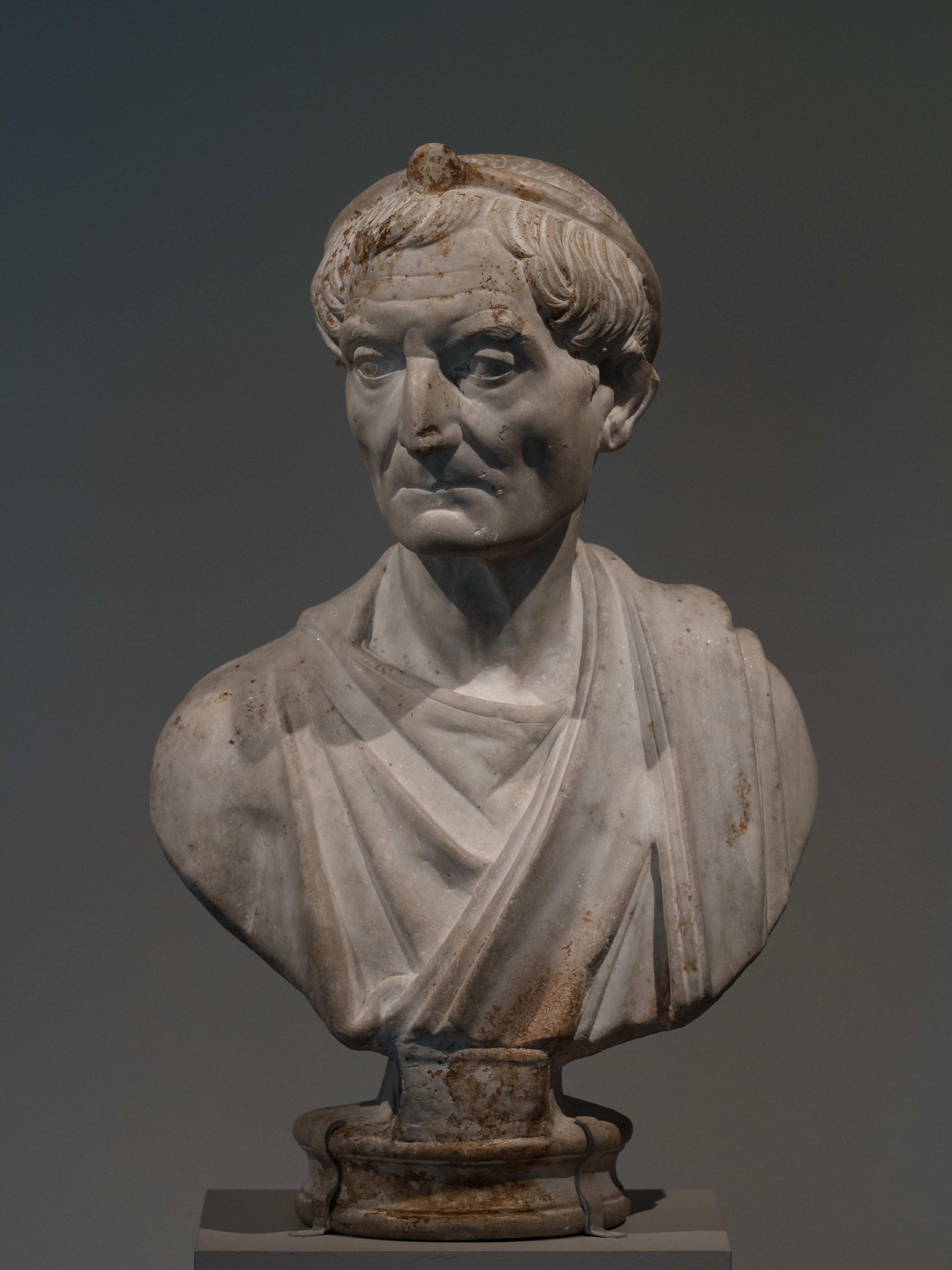
Busto en mármol de un sacerdote romano de la época de Adriano.

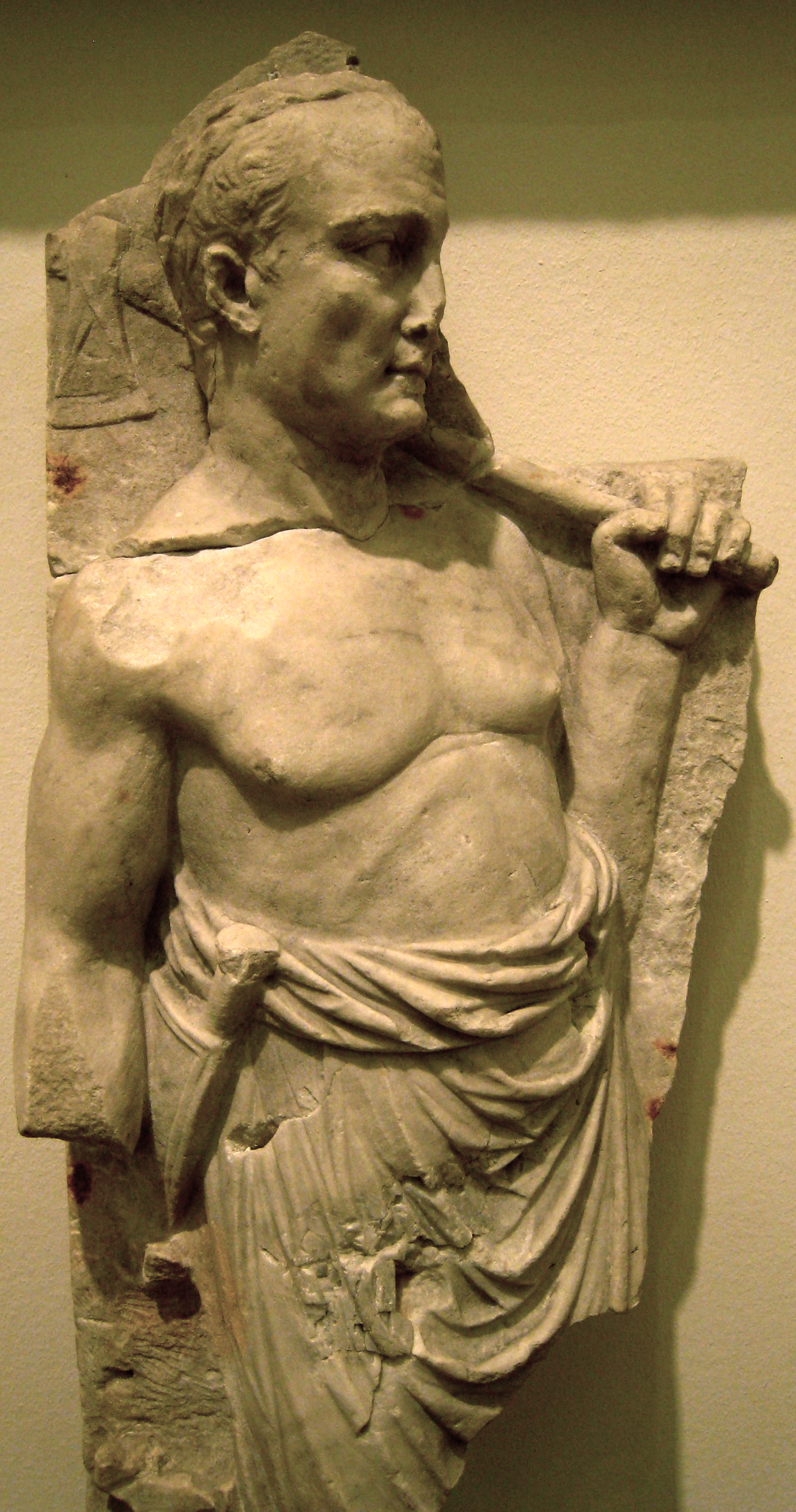
Oficiante romano encargado de un sacrificio con hacha.

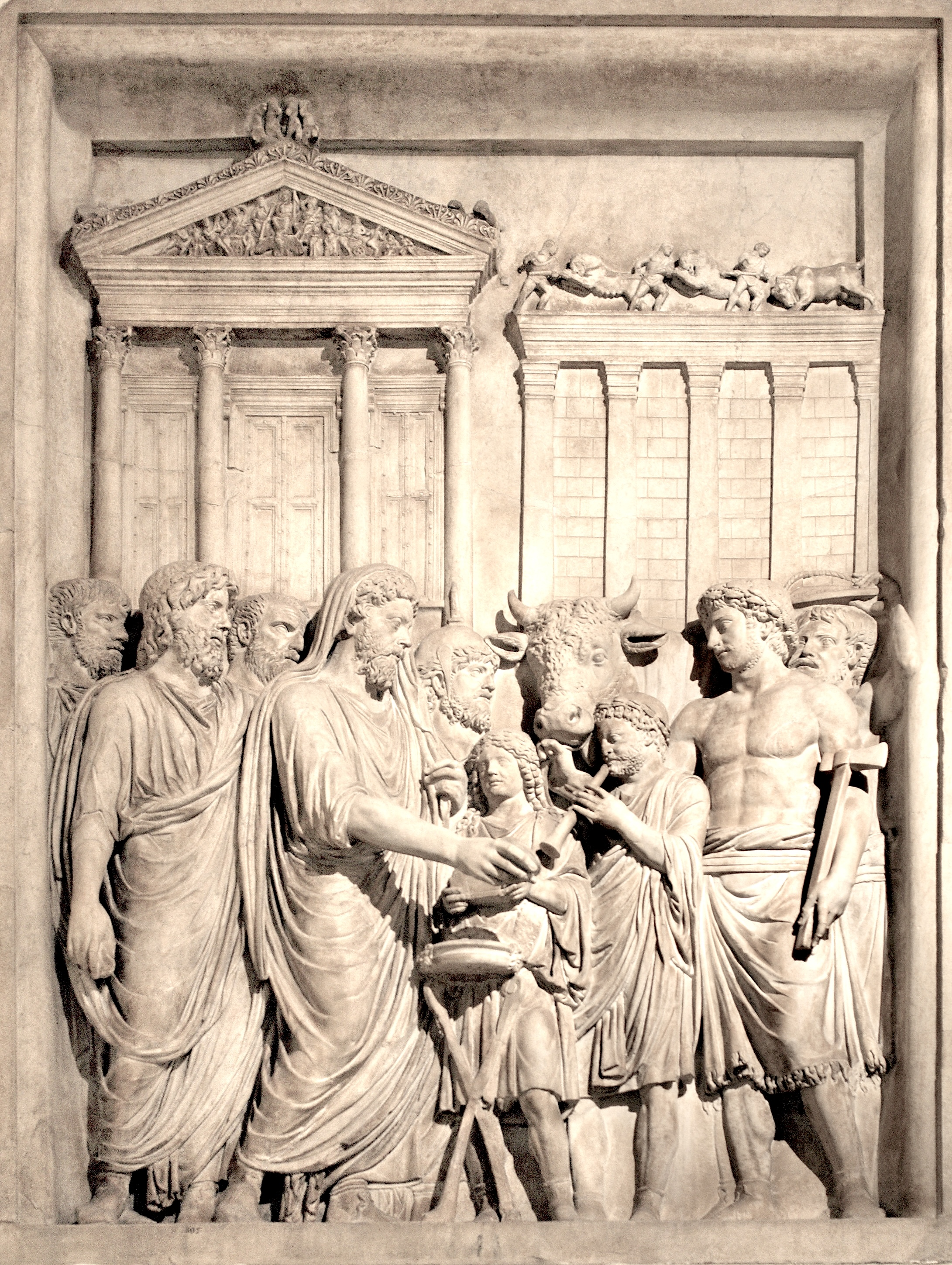
Marco Aurelio capite velato lleva a cabo un sacrificio junto a un flamen reconocible por su gorro apex. La víctima es un toro que será golpeado por un popa que lleva un hacha en su mano. Un personaje toca el aulós para rechazar el ruido desfavorable. Al fondo, el Templo de Júpiter Óptimo Máximo.

El sacerdocio (del latín sacerdotium y éste de sacerdos y, en plural, sacerdotes, palabra tanto de género masculino como femenino, y éstos de sacer, "el que realiza actos sagrados"), en la religión de la Antigua Roma, está compuesto por los sacerdotes, que con carácter oficial son responsables del cuidado, la vigilancia y control de todo lo relacionado con las divinidades, incluyendo cualquier objeto o ente que les pertenezca, cualquier acto que esté dirigido a ellas o cualquier fenómeno considerado como signo especial de su voluntad.
Sin embargo, en puridad, no hubo casta sacerdotal en la Antigua Roma, y en cierto sentido, todo ciudadano era un sacerdote cuando presidía el culto doméstico en su hogar. Los sacerdos no tenían la exclusividad sobre la práctica de los ritos habituales de culto, como las oraciones, libaciones, sacrificios, votos o dedicatorias a las divinidades, tanto en su ámbito privado como en el ámbito del Estado. De esta forma, los magistrados o senadores celebraban o presidían las ceremonias religiosas en nombre del Estado, y los padres de familia rendían los homenajes rituales precisos a las deidades domésticas o antepasados, aunque en ninguno de los casos, fuesen sacerdotes en sí.
Un sacerdos era quien ostentaba su título, por lo general, en relación con una deidad o templo determinado. Sólo los sacerdotes eran "expertos" o "profesionales" en los actos religiosos pues, incluso los sacrificios más comunes se hacían siguiendo unas reglas minuciosas que no era posible observar sin un conocimiento muy preciso de los ritos específicos y sin contar con una experiencia contrastada. También los sacerdotes publici populi romani no solo se encargaban de controlar o supervisar el culto público, sino también las ceremonias religiosas privadas.
A diferencia de los magistrados y los pater familias, eran designados, siguiendo unos modos precisos de nombramiento, para desempeñar las funciones litúrgicas que, como sacerdotes, tenían que realizar, pero también con derechos y privilegios determinados.

## Sacerdocios romanos
Los sacerdocios romanos eran numerosos y variados, y no estaban relacionados entre sí por relaciones de dependencia, para formar un conjunto. Se distinguen tres tipos:
- Sacerdocios individuales, cuyos sacerdotes eran individualmente responsables de servir el culto de una deidad determinada, llevando generalmente el título de flamines. El término sacerdos o sacerdotes fue, sin embargo, utilizado para designar oficialmente a los sacerdotes ligados a diversos cultos, si no de origen romano, al menos adoptados por Roma: por lo tanto nos encontramos con sacerdotes Albani, Cabenses, Caeninenses, Lanuvini, Laurentes, Lavinates, Laurentini, Suciniani o Tasculani. Con las mujeres, se utilizaba para designar determinadas sacerdotisas del culto pertenecientes al ritus graecus como los sacerdocios publicae Cereris populi romani Quiritium, Bonae Deae o Magna Mater deorum Idaea. Existen otros sacerdocios de importancia secundaria, como los bidentales, los virginum Vestalium o los sacrae Urbisi.
- Sodalidades, hermandades dedicadas a un culto en particular, que habían conservado más fielmente el tipo primitivo de asociaciones de gens. Las sodalidades oficiales fueron las de los Luperci, Hermanos Arvales, Saliares y Titii, y más tarde, bajo el Imperio, se creó una nueva sodalidad, cuyos miembros llevaban el título de sodales Augustales, para perpetuar el culto de la gens Julia.
- Colegios (Collegia), establecidos por el Estado para garantizar la tradición religiosa y guiar a la autoridad pública en el desempeño de sus deberes con las divinidades. Eran sobre todo, cenáculos de teólogos más que verdaderas hermandades religiosas. Los colegios sacerdotales del Estado romano fueron los de los Pontífices, los Augures, los Feciales, los Decenviros, más tarde los Quindecenviros, y los Epulones.

A través de las sodalidades o colegios se aseguraba la transmisión de los cultos específicos.

## Formas de denominación
Los sacerdotes romanos (sacerdotes publici populi romani), que probablemente fueron originalmente nombrados así por el rey, fueron denominados durante la República romana:
- Titulares de sacerdocios colectivos por cooptación, después de una elección sometida a ciertas condiciones especiales.
- Titulares de sacerdocios individuales, ya sea por el Pontifex Maximus, o por el colegio de Duumviri (después Decemviri y quindecimviri sacris faciundis).

Durante el Imperio, cualesquiera que fuesen las reglas teóricas y oficiales, de hecho, las nominaciones dependían de la voluntad imperial.